# Älskade barnvisor
Älskade barnvisor är en serie barnskivor som ges ut av Egmont Music. Det finns bland annat skivor med Astrid Lindgren-visor, Alice Tegnér-visor djurvisor, kalasvisor, Barnkammarboken-visor, med mera. Älskade barnvisor finns även som sångböcker.